# Danna Paola
Danna Paola (Mexico-Stad, 23 juni 1995) is een Mexicaans zangeres en actrice. Ze speelde onder meer Amy in de soapserie Amy, la niña de la mochila azul, waarin ze samen te zien was met de zangeres Tatiana. Verder was ze in 2008 te zien in de serie Querida Enemiga en van 2009 tot en met 2010 in de serie Atrevete a Soñar. Vanaf 2018 speelt ze de rol van Lucrecia in de Netflix-serie Élite.
- International Standard Name Identifier: 0000 0000 4495 3955
- Library of Congress Control Number: no2004022458
- MusicBrainz: 3ad91c4e-ef5a-4d7c-99e7-21a8b0c9379d
- Virtual International Authority File: 76022414
- WorldCat: E39PBJjmMyg3rXCwFPmwT6kqwC